# Ethylen oxide
Ethylen(e) oxide (ethylen oxit), còn được gọi là oxiran, là một hợp chất hữu cơ có công thức C
2H
4O. Nó là một ether mạch vòng và epoxide đơn giản nhất: một vòng ba bao gồm một nguyên tử oxy và hai nguyên tử carbon. Ethylen oxide là một chất khí không màu và dễ cháy, có mùi ngọt nhẹ. Vì là một vòng căng nên ethylen oxide dễ dàng tham gia vào một số phản ứng cộng dẫn đến mở vòng. Ethylen oxide là đồng phân với acetaldehyd và với rượu vinyl. Ethylen oxide được sản xuất công nghiệp bằng cách oxy hóa ethylen với sự có mặt của chất xúc tác bạc.
Khả năng phản ứng mạnh, gây ra nhiều mối nguy hiểm của ethylen oxide, cũng làm cho nó trở nên rất hữu ích. Mặc dù quá nguy hiểm đối với việc sử dụng trực tiếp trong gia đình và thường không quen thuộc với người tiêu dùng, ethylen oxide được sử dụng để sản xuất nhiều sản phẩm tiêu dùng cũng như các hóa chất và sản phẩm trung gian không dùng cho người tiêu dùng. Các sản phẩm này bao gồm chất tẩy rửa, chất làm đặc, dung môi, chất dẻo và các hóa chất hữu cơ khác nhau như ethylen glycol, các ethanolamin, glycol đơn giản và phức tạp, polyglycol ether, và các hợp chất khác. Mặc dù nó là một nguyên liệu thô quan trọng với các ứng dụng đa dạng, bao gồm sản xuất các sản phẩm như polysorbate 20 và polyethylen glycol (PEG) thường hiệu quả hơn và ít độc hại hơn các vật liệu thay thế, nhưng bản thân ethylen oxide là một chất rất nguy hiểm. Ở nhiệt độ phòng, nó là một loại khí dễ cháy, gây ung thư, gây đột biến, kích thích và gây mê.
Ethylen oxide là một chất khử trùng bề mặt được sử dụng rộng rãi trong bệnh viện và ngành công nghiệp thiết bị y tế để thay thế hơi nước trong quá trình khử trùng các dụng cụ và thiết bị nhạy cảm với nhiệt, chẳng hạn như ống tiêm nhựa dùng một lần. Chất này rất dễ cháy và cực kỳ dễ nổ nên được sử dụng như một thành phần chính của vũ khí nhiệt áp; do đó, ethylen oxide thường được xử lý và vận chuyển ở dạng một chất lỏng được làm lạnh để kiểm soát tính chất nguy hiểm của nó.

## Lịch sử
Ethylen oxide được nhà hóa học người Pháp Charles-Adolphe Wurtz báo cáo lần đầu tiên vào năm 1859, người đã điều chế nó bằng cách để 2-chloroethanol tác dụng với kali hydroxide:
Cl–CH2CH2–OH + KOH → (CH2CH2)O + KCl + H2O
Wurtz đo điểm sôi của ethylen oxide là 13,5 °C (56,3 °F), cao hơn một chút so với giá trị hiện tại và phát hiện ra khả năng phản ứng của ethylen oxide với acid và muối của kim loại. Wurtz đã nhầm tưởng rằng ethylen oxide có các đặc tính của một bazơ hữu cơ. Quan niệm sai lầm này vẫn tồn tại cho đến năm 1896 khi Georg Bredig phát hiện ra rằng ethylen oxide không phải là chất điện phân. Bredig thấy nó khác với các ether khác - đặc biệt bởi xu hướng tham gia vào các phản ứng cộng, đặc trưng của các hợp chất không bão hòa - đã là một vấn đề tranh luận từ lâu. Cấu trúc tam giác dị vòng của ethylen oxide được đề xuất vào năm 1868 hoặc sớm hơn.
Quá trình tổng hợp năm 1859 của Wurtz từ lâu vẫn là phương pháp điều chế ethylen oxide duy nhất, mặc dù đã có nhiều nỗ lực, bao gồm cả chính Wurtz, để sản xuất ethylen oxide trực tiếp từ Ethylen. Chỉ đến năm 1931, nhà hóa học người Pháp Theodore Lefort mới phát triển phương pháp oxy hóa trực tiếp ethylen với sự có mặt của chất xúc tác bạc. Kể từ năm 1940, hầu hết tất cả các sản xuất công nghiệp của ethylen oxide đều dựa vào quy trình này. Tiệt trùng bằng ethylen oxide để bảo quản gia vị đã được cấp bằng sáng chế vào năm 1938 cho nhà hóa học người Mỹ Lloyd Hall. Ethylen oxide đã đạt được tầm quan trọng công nghiệp trong Chiến tranh thế giới thứ nhất như là tiền thân của cả chất làm mát ethylen glycol và khí mù tạt của vũ khí hóa học.

## Cấu trúc và tính chất phân tử

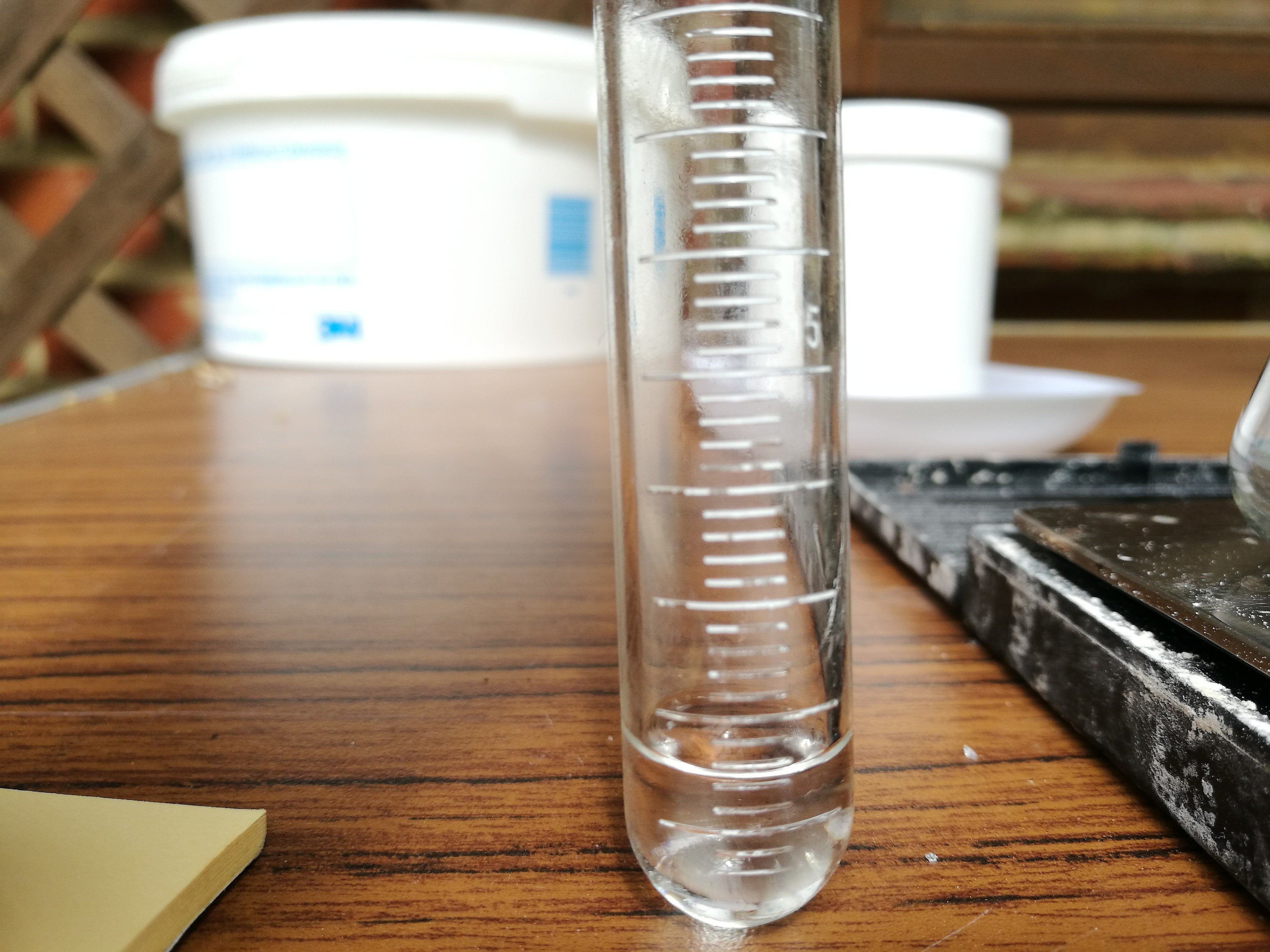
Một mẫu nhỏ của ethylen oxide ngưng tụ

Vòng epoxy của ethylen oxide là một tam giác gần như đều với các góc liên kết khoảng 60° và biến dạng góc đáng kể tương ứng với năng lượng 105 kJ/mol. Để so sánh, trong rượu, góc C–O–H là khoảng 110°; trong ether, góc C–O–C là 120°. Mômen quán tính của mỗi trục chính là IA = 32,921×10−40 g·cm², IB = 37,926×10−40 g·cm² và I C = 59,510×10−40 g·cm².
Tính không ổn định tương đối của liên kết carbon-oxy trong phân tử được thể hiện bằng cách so sánh trong bảng năng lượng cần thiết để phá vỡ hai liên kết C – O trong ethylen oxide hoặc một liên kết C – O trong etanol và dimethyl ether:
Tính không ổn định này tương quan với khả năng phản ứng cao của ethylen oxide, giải thích sự dễ dàng của các phản ứng mở vòng của nó (xem phần Tính chất hóa học).

## Tính chất vật lý
Ethylen oxide là một chất khí không màu ở 25 °C (77 °F) và là chất lỏng di động ở 0 °C (32 °F) - độ nhớt của ethylen oxide lỏng ở 0 °C thấp hơn khoảng 5,5 lần so với nhiệt độ của nước. Khí này có mùi ngọt đặc trưng của ether, dễ nhận thấy khi nồng độ của nó trong không khí vượt quá 500ppm. Ethylen oxide dễ dàng hòa tan trong nước, etanol, diethyl ether và nhiều dung môi hữu cơ.

## Tính chất hóa học
Ethylen oxide dễ dàng phản ứng với các hợp chất khác nhau khi mở vòng. Các phản ứng điển hình của nó là với các nucleophile tiến hành thông qua cơ chế SN2 cả trong môi trường acid (nucleophile yếu: nước, rượu) và môi trường kiềm (nucleophile mạnh: OH -, RO -, NH 3 , RNH 2, RR'NH, v.v.). Sơ đồ phản ứng chung là
và các phản ứng cụ thể hơn được mô tả dưới đây.

### Phản ứng cộng nước và rượu
Dung dịch nước của ethylen oxide khá ổn định và có thể tồn tại trong một thời gian dài mà không có phản ứng hóa học đáng chú ý nào, nhưng việc thêm một lượng nhỏ acid, chẳng hạn như acid sulfuric loãng, ngay lập tức dẫn đến sự hình thành ethylen glycol, ngay cả ở nhiệt độ phòng:
(CH2CH2)O + H2O → HO–CH2CH2–OH
Phản ứng cũng xảy ra trong pha khí, với sự có mặt của muối acid phosphoric làm chất xúc tác.
Phản ứng thường được thực hiện ở khoảng 60 °C (140 °F) với lượng nước dư lớn, để ngăn phản ứng của ethylen glycol được tạo thành với ethylen oxide sẽ tạo thành di- và Triethylen glycol:
2 (CH2CH2)O + H2O → HO–CH2CH2–O–CH2CH2–OH
3 (CH2CH2)O + H2O → HO–CH2CH2–O–CH2CH2–O–CH2CH2–OH
Việc sử dụng chất xúc tác kiềm có thể dẫn đến sự hình thành polyethylen glycol:
n (CH2CH2)O + H2O → HO–(–CH2CH2–O–)n–H
Các phản ứng với rượu diễn ra tương tự tạo ra ether ethylen glicol:
(CH2CH2)O + C2H5OH → HO–CH2CH2–OC2H5
2 (CH2CH2)O + C2H5OH → HO–CH2CH2–O–CH2CH2–OC2H5
Phản ứng với rượu thấp hơn xảy ra ít tích cực hơn với nước và đòi hỏi các điều kiện khắc nghiệt hơn, chẳng hạn như đun nóng đến 160 °C (320 °F) và điều áp đến 3 MPa (440 psi) và thêm chất xúc tác acid hoặc kiềm.
Phản ứng của ethylen oxide với rượu béo tiến hành với sự có mặt của natri kim loại, natri hydroxide hoặc boron trifluoride và được sử dụng cho quá trình tổng hợp các chất hoạt động bề mặt.

### Phản ứng cộng acid carboxylic và các dẫn xuất của chúng
Phản ứng của ethylen oxide với acid carboxylic với sự có mặt của chất xúc tác tạo ra glycol mono- và dieste:
(CH2CH2)O + CH3CO2H → HOCH2CH2–O2CCH3
(CH2CH2)O + (CH3CO)2O → CH3CO2CH2CH2O2CCH3
Phản ứng cộng các amit acid cũng tiến hành tương tự:
(CH2CH2)O + CH3CONH2 → HOCH2CH2NHC(O)CH3
Việc bổ sung ethylen oxide vào các acid carboxylic cao hơn được thực hiện ở nhiệt độ cao (thường là 140–180 °C (284–356 °F)) và áp suất (0,3–0,5 MPa (44–73 psi)) trong môi trường trơ, có mặt chất xúc tác kiềm (nồng độ 0,01–2%), chẳng hạn như hydroxide hoặc carbonat của natri hoặc kali. Ion carboxylat đóng vai trò là nucleophile trong phản ứng:
(CH2CH2)O + RCO2− → RCO2CH2CH2O−
RCO2CH2CH2O− + RCO2H → RCO2CH2CH2OH + RCO2−

### Phản ứng cộng amoniac và amin
Ethylen oxide phản ứng với amoniac tạo thành hỗn hợp của etanolamin đơn chức (mono-), di- và tri-. Phản ứng được kích thích bằng cách thêm một lượng nhỏ nước.
(CH2CH2)O + NH3 → HO–CH2CH2–NH2
2 (CH2CH2)O + NH3 → (HO–CH2CH2)2NH
3 (CH2CH2)O + NH3 → (HO–CH2CH2)3N
Tương tự, có các phản ứng với amin bậc một và bậc hai:
(CH2CH2)O + RNH2 → HO–CH2CH2–NHR
Dialkylamino ethanol có thể phản ứng cộng với ethylen oxide, tạo thành amino polyethylen glycol:
n (CH2CH2)O + R2NCH2CH2OH → R2NCH2CH2O–(–CH2CH2O–)n–H
Trimethylamin phản ứng với ethylen oxide khi có nước, tạo thành choline:
(CH2CH2)O + (CH3)3N + H2O → [HOCH2CH2N (CH3)3]+OH−
Các amin bậc một và bậc hai thơm cũng phản ứng với ethylen oxide, tạo thành rượu arylamino tương ứng.

### Phản ứng cộng halogen
Ethylen oxide dễ dàng phản ứng với dung dịch nước của acid hydrochloric, hydrobromic và hydroiodic để tạo thành các halohydrin. Phản ứng xảy ra dễ dàng hơn với hai acid cuối cùng:
(CH2CH2)O + HCl → HO–CH2CH2–Cl
Phản ứng với các acid này cạnh tranh với phản ứng hyđrat hóa ethylen oxide được xúc tác bằng acid; do đó, luôn có sản phẩm phụ của ethylen glycol với phụ gia là diethylen glycol. Để có sản phẩm sạch hơn, phản ứng được tiến hành trong pha khí hoặc trong dung môi hữu cơ.
Ethylen fluorohydrin thu được theo cách khác, bằng cách đun sôi hydro fluoride với dung dịch 5–6% của ethylen oxide trong diethyl ether. Ether thường có hàm lượng nước 1,5–2%; trong trường hợp không có nước, ethylen oxide trùng hợp.
Halohydrin cũng có thể thu được bằng cách cho ethylen oxide đi qua dung dịch nước của các halogen kim loại:
2 (CH2CH2)O + CuCl2 + 2 H2O → 2 HO–CH2CH2–Cl + Cu(OH)2↓

### Phản ứng cộng kim loại hữu cơ
Tương tác của ethylen oxide với các hợp chất magiê hữu cơ, là thuốc thử Grignard, có thể được coi là phản ứng thế nucleophile bị ảnh hưởng bởi các hợp chất cơ kim loại carbanion. Sản phẩm cuối cùng của phản ứng là một rượu cơ bản:
{\displaystyle {\ce {(CH2CH2)O{}+RMgBr->R-CH2CH2-OMgBr->[{\ce {H2O}}]{\overset {primary~alcohol}{R-CH2CH2-OH}}}}}
Cơ chế tương tự cũng có hiệu lực đối với các hợp chất cơ kim khác, chẳng hạn như alkyl lithium:
{\displaystyle {\ce {(CH2CH2)O{}+{\overset {alkyl~lithium}{RLi}}->R-CH2CH2-OLi->[{\ce {H2O}}]R-CH2CH2-OH}}}

### Các phản ứng cộng khác

#### Cộng hydro xyanua
Ethylen oxide dễ dàng phản ứng với hydro xyanua tạo thành ethylen xyanohydrin:
(CH2CH2)O + HCN → HO–CH2CH2–CN
Dung dịch nước của calci xyanua hơi lạnh (10–20 °C) có thể được sử dụng thay thế cho HCN:
2 (CH2CH2)O + Ca(CN)2 + 2 H2O → 2 HO–CH2CH2–CN + Ca(OH)2
Ethylen cyanohydrin dễ mất nước, tạo ra acrylonitril:
HO–CH2CH2–CN → CH2=CH–CN + H2O

#### Cộng hydro sunfua và mercaptan
Khi phản ứng với hydro sunfua, ethylen oxide tạo thành 2-mercaptoethanol và thiodiglycol, và với alkylmercaptan, nó tạo ra 2-alkyl mercaptoethanol:
(CH2CH2)O + H2S → HO–CH2CH2–HS
2 (CH2CH2)O + H2S → (HO–CH2CH2)2S
(CH2CH2)O + RHS → HO–CH2CH2–SR
Lượng dư của ethylen oxide với dung dịch nước của hydro sunfua dẫn đến tris- (hydroxyethyl) sulfonyl hydroxide:
3 (CH2CH2)O + H2S → [(HO–CH2CH2)3S+]OH−

#### Cộng acid nitơrơ và acid nitric
Phản ứng của ethylen oxide với dung dịch nước của bari nitrit, calci nitrit, magnesi nitrit, kẽm nitrit hoặc natri nitrit dẫn đến sự hình thành 2-nitroethanol:
2 (CH2CH2)O + Ca(NO2)2 + 2 H2O → 2 HO–CH2CH2–NO2 + Ca(OH)2
Với acid nitric, ethylen oxide tạo thành mono- và dinitroglycol:
{\displaystyle {\ce {(CH2CH2)O{}+{\overset {nitric \atop acid}{HNO3}}->HO-CH2CH2-ONO2->[{\ce {+HNO3}}][{\ce {-H2O}}]O2NO-CH2CH2-ONO_{2}}}}

#### Phản ứng với các hợp chất có chứa nhóm methylen hoạt động
Khi có mặt các alkoxide, phản ứng của ethylen oxide với các hợp chất có chứa nhóm methylen hoạt động dẫn đến sự hình thành butyrolacton:

#### Alkyl hóa các hợp chất thơm
Ethylen oxide tham gia vào phản ứng Friedel – Crafts với benzen để tạo thành rượu phenethyl:
Styren có thể thu được trong một giai đoạn nếu phản ứng này được tiến hành ở nhiệt độ cao (315–440 °C (599–824 °F)) và áp suất cao (0,35–0,7 MPa (51–102 psi)), với sự có mặt của chất xúc tác aluminosilicat.

#### Tổng hợp ether vương miện
Một loạt các hợp chất dị vòng đa thức, được gọi là ether vương miện, có thể được tổng hợp bằng ethylen oxide. Một phương pháp là quá trình tạo vòng tạo cation của ethylen oxide, giới hạn kích thước của vòng hình thành:
n (CH2CH2)O → (–CH2CH2–O–)n
Để ngăn chặn sự hình thành các polyme mạch thẳng khác, phản ứng được thực hiện trong một dung dịch rất loãng.
Phản ứng của ethylen oxide với lưu huỳnh dioxide với sự có mặt của muối xêzi dẫn đến sự hình thành hợp chất dị vòng 11 nguyên tố có tính chất tạo phức của ether vương miện:

### Đồng phân hóa
Khi đun nóng đến khoảng 400 °C (750 °F), hoặc đến 150–300 °C (300–570 °F) với sự có mặt của chất xúc tác (Al2O3, H3PO4, v.v.), ethylen oxide đồng phân hóa thành acetaldehyde:
{\displaystyle {\ce {(CH2CH2)O->[{\ce {200^{\circ }C}}][{\ce {Al2O3}}]{\overset {acetaldehyde}{CH3CHO}}}}}

Cơ chế gốc tự do đã được đề xuất để giải thích phản ứng này trong pha khí; nó bao gồm các giai đoạn sau:

| (CH2CH2)O ↔ •CH2CH2O• → CH3CHO* | \| \| \| \| \| \| \| \| | (1) |
|                                 |                         |     |
|                                 |                         |     |

| CH3CHO* → CH3• + CHO• | \| \| \| \| \| \| \| \| | (2) |
|                       |                         |     |
|                       |                         |     |

| CH3CHO* + M → CH3CHO + M* | \| \| \| \| \| \| \| \| | (3) |
|                           |                         |     |
|                           |                         |     |
Trong phản ứng (3), M dùng để chỉ thành bình phản ứng hoặc chất xúc tác dị thể. Gốc CH 3 CHO * đại diện cho một phân tử acetaldehyde tồn tại trong thời gian ngắn (thời gian tồn tại là 10 - 8,5 giây). Năng lượng dư thừa của nó là khoảng 355,6 kJ/mol, vượt quá năng lượng liên kết 29,3 kJ/mol của liên kết CC trong acetaldehyde.
Khi không có chất xúc tác, quá trình đồng phân hóa do nhiệt của ethylen oxide không bao giờ có tính chọn lọc và ngoài acetaldehyde thì thu được một lượng đáng kể các sản phẩm phụ (xem phần Phân hủy do nhiệt).

### Phản ứng khử
Ethylen oxide có thể được hydro hóa thành ethanol với sự có mặt của chất xúc tác, chẳng hạn như niken, bạch kim, palađi, boranes, lithi nhôm hydride và một số hydride khác.
{\displaystyle {\ce {(CH2CH2)O{}+H2->[{} \atop {\ce {Ni,Pt,Pd,BH3,LiAlH4}}{\text{ or other hydrides}}][{\ce {80^{\circ }C}}]{\underset {ethanol}{C2H5OH}}}}}
Ngược lại, với một số chất xúc tác khác, ethylen oxide có thể bị khử bởi hydro thành ethylen với hiệu suất lên đến 70%. Các chất xúc tác khử bao gồm hỗn hợp của bụi kẽm và acid acetic, của lithi nhôm hydride với titani(III) trichloride (chất khử thực sự là titani(II) dichloride, được tạo thành do phản ứng giữa LiAlH4 và TiCl3) và của sắt(III) chloride với butyllithi trong tetrahydrofuran.
{\displaystyle {\ce {(CH2CH2)O{}+H2->[{} \atop {\ce {{Zn}+CH3COOH}}]{\underset {ethylene}{CH2=CH2}}+H2O}}}

### Oxy hóa
Ethylen oxide có thể bị oxy hóa thêm, tùy thuộc vào điều kiện phản ứng, thành acid glycolic hoặc carbon dioxide:
{\displaystyle {\ce {(CH2CH2)O{}+O2->[{\ce {AgNO3}}]{\overset {glycolic\ acid}{HOCH2CO2H}}}}}
Quá trình oxy hóa lò phản ứng pha khí sâu của ethylen oxide ở 800–1.000 K (527–727 °C; 980–1.340 °F) và áp suất 0,1–1 MPa (15–145 psi) thu được một hỗn hợp phức tạp gồm các sản phẩm chứa O2, H2, CO, CO2, CH4, C2H2, C2H4, C2H6, C3H6, C3H8 và CH3CHO.

### Dimer hóa
Khi có mặt xúc tác acid, ethylen oxide đime hóa để tạo ra dioxan:
Cơ chế phản ứng như sau:
Phản ứng đime hóa là không chọn lọc. Sản phẩm phụ gồm acetaldehyde (do quá trình đồng phân hóa). Tính chọn lọc và tốc độ của quá trình đime hóa có thể được tăng lên bằng cách thêm chất xúc tác, chẳng hạn như platin, platin-paladi, hoặc iot với sulfolan. 2-methyl-1,3- dioxolan được tạo thành như một sản phẩm phụ trong trường hợp cuối cùng.

### Trùng hợp
Ethylen oxide lỏng có thể tạo thành polyethylen glycol. Quá trình trùng hợp có thể tiến hành thông qua cơ chế gốc và cơ chế ion, nhưng chỉ có cơ chế sau mới có ứng dụng thực tế rộng rãi. Sự trùng hợp cation của ethylen oxide được hỗ trợ bởi acid protic (Hchlo4, HCl), acid Lewis (SnCl4, BF3, v.v.), các hợp chất cơ kim hoặc tác nhân phức tạp hơn:
{\displaystyle n{\ce {(CH2CH2)O ->[{\ce {SnCl4}}]}}\ \overbrace {{\ce {(CH2CH2-O-)}}_{n}} ^{{\ce {polyethyleneglycol}}}}
Cơ chế phản ứng như sau. Ở giai đoạn đầu, chất xúc tác (MX m) được bắt đầu bởi alkyl-hoặc acylhalogen hoặc bởi các hợp chất có nguyên tử hydro hoạt động, thường là nước, rượu hoặc glycol:
MXm + ROH → MXmRO−H+
Phức chất hoạt động tạo thành phản ứng với ethylen oxide thông qua cơ chế SN2:
(CH2CH2)O + MXmRO−H+ → (CH2CH2)O•••H+O−RMXm
(CH2CH2)O•••H+ O−RMXm → HO–CH2CH2+ + MXmRO−2
HO–CH2CH2+ + n (CH2CH2)O → HO–CH2CH2–(O–CH2CH2)n+
Mắt xích bị bẻ gãy như sau
HO–CH2CH2–(O–CH2CH2)n+ + MXmRO− → HO–CH2CH2–(O–CH2CH2)n–OR + MXm
H(O–CH2CH2)n–O–CH2–CH2+ + MXmRO− → H(O–CH2CH2)n–O–CH=CH2 + MXm + ROH
Sự trùng hợp anion của ethylen oxide được hỗ trợ bởi bazơ, chẳng hạn như alkoxide, hydroxide, carbonat hoặc các hợp chất khác của kim loại kiềm hoặc kiềm thổ. Cơ chế phản ứng như sau:
(CH2CH2)O + RONa → RO–CH2CH2–O−Na+
RO–CH2CH2–O−Na+ + n (CH2CH2)O → RO–(CH2CH2–O)n–CH2CH2–O−Na+
RO–(CH2CH2–O)n–CH2CH2–O−Na+ → RO–(CH2CH2–O)n–CH=CH2 + NaOH
RO–(CH2CH2–O)n–CH2CH2–O−Na+ + H2O → RO–(CH2CH2–O)(n+1)OH + NaOH

### Phân hủy do nhiệt
Ethylen oxide tương đối bền khi bị đun nóng - khi không có chất xúc tác, nó không phân ly đến 300 °C (572 °F), và chỉ trên 570 °C (1.058 °F) xảy ra sự phân hủy tỏa nhiệt lớn, diễn ra theo cơ chế gốc tự do. Giai đoạn đầu tiên liên quan đến quá trình đồng phân hóa, tuy nhiên nhiệt độ cao sẽ đẩy nhanh các quá trình gốc. Chúng tạo ra một hỗn hợp khí có chứa acetaldehyde, ethan, ethyl, methane, hydro, carbon dioxide, ketherne và formaldehyde. Nhiệt phân ở nhiệt độ cao (830–1.200 K (557–927 °C; 1.034–1.700 °F)) ở áp suất cao trong môi trường trơ dẫn đến thành phần phức tạp hơn của hỗn hợp khí, hỗn hợp này cũng chứa acetylen và propan. Trái ngược với quá trình đồng phân hóa, sự khởi đầu của chuỗi xảy ra chủ yếu như sau:
(CH2CH2)O → •CH2CH2O• → CH2O + CH2:
Khi thực hiện sự phân hủy nhiệt của ethylen oxide với sự hiện diện của các hợp chất kim loại chuyển tiếp như chất xúc tác, nó có thể không chỉ để giảm nhiệt độ của nó, mà còn để có ethyl như là sản phẩm chính, có nghĩa là để đảo ngược phản ứng tổng hợp ethylen oxide.

### Các phản ứng khác
Các ion thiocyanat hoặc thiourea biến ethylen oxide thành thiirane (ethylen sulfide):
(CH2CH2)O + (NH2)2C=S → (CH2CH2)S + (NH2)2C=O
Phản ứng của Phosphor pentachloride với ethylen oxide tạo ra ethylen dichloride:
(CH2CH2)O + PCl5 → Cl–CH2CH2–Cl + POCl3
Các dẫn xuất dichloro khác của ethylen oxide có thể thu được bằng tác dụng kết hợp của sulfuryl chloride (SOCl 2) và pyridin và của triphenylphosphin và carbon tetrachloride.
Phosphor trichloride phản ứng với ethylen oxide tạo thành các esterchlorethyl của acid phospho:
(CH2CH2)O + PCl3 → Cl–CH2CH2–OPCl2
2 (CH2CH2)O + PCl3 → (Cl–CH2CH2–O)2PCl
3 (CH2CH2)O + PCl3 → Cl–CH2CH2–O)3P
Sản phẩm phản ứng của ethylen oxide với acyl chloride khi có mặt natri iotua là một esteriodethyl phức:
(CH2CH2)O + RCOCl + NaI → RC(O)–OCH2CH2–I + NaCl
Đun nóng ethylen oxide đến 100 °C với carbon dioxide, trong dung môi không phân cực với sự có mặt của bis - (triphenylphosphine) -nickel (0) tạo ra ethylen carbonate:
Trong công nghiệp, một phản ứng tương tự được thực hiện ở áp suất và nhiệt độ cao với sự có mặt của muối amoni bậc bốn hoặc muối phosphonium làm chất xúc tác.
Phản ứng của ethylen oxide với formaldehyde ở 80-150 °C khi có mặt chất xúc tác dẫn đến sự hình thành 1,3-dioxolane:
Thay thế fomaldehyde bằng các aldehyde hoặc xeton khác tạo ra 1,3-dioxolan được thế 2 (hiệu suất: 70–85%, xúc tác: tetraethylamoni bromide).
Xúc tác hydroformyl hóa ethylen oxide tạo ra hydroxypropanal có thể được hydro hóa thành propan-1,3-diol:
{\displaystyle {\ce {(CH2CH2)O + CO + H2 -> CHO-CH2CH2-OH ->[{\ce {+H2}}] HO-CH2CH2CH2-OH}}}

## Tổng hợp trong phòng thí nghiệm

### Dehydro hóa ethylen và các dẫn xuất của nó
Quá trình khử chlor bằng 2-chloroethanol, được phát triển bởi Wurtz vào năm 1859, vẫn là một phương pháp phổ biến trong phòng thí nghiệm để điều chế ethylen oxide:
Cl–CH2CH2–OH + NaOH → (CH2CH2)O + NaCl + H2O
Phản ứng được thực hiện ở nhiệt độ cao, bên cạnh natri hydroxide hoặc kali hydroxide, calci hydroxide, bari hydroxide, magnesi hydroxide hoặc carbonat của kim loại kiềm hoặc kiềm thổ có thể được sử dụng.
Với sản lượng cao (90%) ethylen oxide có thể được sản xuất bằng cách xử lý calci oxide với ethyl hypochlorit; thay calci bằng các kim loại kiềm thổ khác làm giảm hiệu suất phản ứng:
2 CH3CH2–OCl + CaO → 2 (CH2CH2)O + CaCl2 + H2O

### Oxy hóa trực tiếp ethylen bằng acid peroxy
Ethylen có thể được oxy hóa trực tiếp vào ethylen oxide sử dụng acid peroxy, ví dụ, acid peroxybenzoic hoặc acid meta -chloro-peroxybenzoic:
Quá trình oxy hóa bằng acid peroxy có hiệu quả đối với anken cao hơn, nhưng không hiệu quả đối với ethylen. Phản ứng trên xảy ra chậm và năng suất thấp nên không được sử dụng trong công nghiệp.

### Các phương pháp điều chế khác
Các phương pháp tổng hợp khác bao gồm phản ứng của diiodo ethan với bạc oxide:
{\displaystyle {\ce {I-CH2CH2-I + Ag2O -> (CH2CH2)O + 2AgI}}}
và sự phân hủy của ethylen carbonat ở 200–210 °C (392–410 °F) với sự có mặt của hexachloroethan:

## Tổng hợp trong công nghiệp

### Lịch sử
Sản xuất ethylen oxide công nghiệp bắt đầu từ năm 1914 khi BASF xây dựng nhà máy đầu tiên sử dụng quy trình chlorohydrin (phản ứng của ethylen chlorohydrin với calcium hydroxide). Quá trình chlorohydrin không hấp dẫn vì một số lý do, bao gồm hiệu suất thấp và mất chlor có giá trị thành calci chloride. Quá trình oxy hóa ethylen trực tiếp hiệu quả hơn bằng không khí được Lefort phát minh vào năm 1931 và vào năm 1937 Union Carbide đã mở nhà máy đầu tiên sử dụng quy trình này. Nó đã được Shell Oil Co. cải tiến hơn nữa vào năm 1958 bằng cách thay thế không khí bằng oxy và sử dụng nhiệt độ cao 200–300 °C (390–570 °F) và áp suất (1–3 MPa (150–440 psi)). Quy trình hiệu quả hơn này chiếm khoảng một nửa sản lượng ethylen oxide trong những năm 1950 ở Mỹ, và sau năm 1975, nó thay thế hoàn toàn các phương pháp trước đó. Việc sản xuất ethylen oxide chiếm khoảng 11% nhu cầu ethylen trên toàn thế giới.

### Quy trình sản xuất ethylen oxide bằng chlorohydrin
Mặc dù quá trình chlorohydrin hầu như được thay thế hoàn toàn trong công nghiệp bằng quá trình oxy hóa trực tiếp ethylen, kiến thức về phương pháp này vẫn quan trọng vì lý do giáo dục và vì nó vẫn được sử dụng trong sản xuất propylen oxide. Quá trình này bao gồm ba bước chính: tổng hợp ethylen chlohydrin, khử chlohydrin ethylen chlorohydrin thành ethylen oxide và tinh chế ethylen oxide. Các bước đó được thực hiện liên tục. Trong cột đầu tiên, quá trình khử chlor của ethylen được thực hiện như sau:
Cl2 + H2O → HOCl + HCl
CH2=CH2 + HOCl → HO–CH2CH2–Cl
CH2=CH2 + Cl2 → Cl–CH2CH2–Cl
Để ngăn chặn sự chuyển hóa ethylen thành ethylen dichloride (phản ứng cuối cùng), nồng độ của ethylen được duy trì ở khoảng 4–6%, và dung dịch được đun nóng bằng hơi nước đến điểm sôi.
Tiếp theo, dung dịch nước của ethylen chlorohydrin đi vào cột thứ hai, tại đây nó phản ứng với dung dịch calci hydroxide 30% ở 100 °C (212 °F):
2 OH–CH2CH2–Cl + Ca(OH)2 → 2 (CH2CH2)O + CaCl2 + 2H2O
Ethylen oxide tạo ra được tinh chế bằng phương pháp chỉnh lưu. Quy trình chlorohydrin cho phép đạt tới 95% chuyển hóa ethylen chlorohydrin. Hiệu suất của ethylen oxide khoảng 80% giá trị lý thuyết; đối với 1 tấn (0,98 tấn Anh; 1,1 tấn Mỹ) ethylen oxide, khoảng 200 kg (440 lb) của ethylen đichloride được tạo ra. Tuy nhiên, những hạn chế chính của quy trình này là tiêu thụ nhiều chlor và lượng nước thải lớn. Quy trình này hiện đã lỗi thời.

### Oxy hóa trực tiếp ethylen

#### Sử dụng trong ngành công nghiệp toàn cầu
Quá trình oxy hóa trực tiếp ethylen được Lefort cấp bằng sáng chế vào năm 1931. Phương pháp này đã được sửa đổi nhiều lần để sử dụng trong công nghiệp, và ít nhất bốn biến thể chính đã được biết đến. Tất cả đều sử dụng quá trình oxy hóa bằng oxy hoặc không khí và chất xúc tác gốc bạc, nhưng khác nhau về các chi tiết công nghệ và cách triển khai phần cứng.
Union Carbide (hiện là một bộ phận của Dow Chemical Company) là công ty đầu tiên phát triển quá trình oxy hóa trực tiếp.
Một phương pháp sản xuất tương tự đã được phát triển bởi Công ty thiết kế khoa học, nhưng nó được sử dụng rộng rãi hơn do hệ thống cấp phép - nó chiếm 25% sản lượng trên thế giới và 75% sản lượng ethylen oxide được cấp phép trên thế giới. Một biến thể độc quyền của phương pháp này được sử dụng bởi Công ty hóa chất xúc tác Nhật Bản, công ty đã điều chỉnh quá trình tổng hợp cả ethylen oxide và ethylen glycol trong một khu phức hợp công nghiệp.
Một sửa đổi khác đã được phát triển Shell International Chemicals BV. Phương pháp của họ khá linh hoạt đối với các yêu cầu cụ thể của các ngành cụ thể; nó được đặc trưng bởi độ chọn lọc cao đối với sản phẩm ethylen oxide và tuổi thọ dài của chất xúc tác (3 năm). Nó chiếm khoảng 40% sản lượng toàn cầu.
Các nhà máy cũ thường sử dụng không khí để oxy hóa trong khi các nhà máy và quy trình mới hơn, chẳng hạn như MEtherOR và Japan Catalytic, sử dụng oxy.

#### Hóa học và động học của quá trình oxy hóa trực tiếp
Về hình thức, quá trình oxy hóa trực tiếp được biểu diễn bằng phương trình sau:
{\displaystyle {\ce {2CH_2=CH2 + O2 ->[{\ce {Ag}}] 2(CH2CH2)O}}}
, ΔH = −105 kJ/mol
Tuy nhiên, khối lượng đáng kể của carbon dioxide và nước được quan sát thấy trong thực tế, điều này có thể được giải thích bằng quá trình oxy hóa hoàn toàn ethylen hoặc ethylen oxide:
CH2=CH2 + 3 O2 → 2 CO2 + 2 H2O, ΔH = −1327 kJ/mol
(CH2CH2)O + 2.5 O2 → 2 CO2 + 2 H2O, ΔH = −1223 kJ/mol
Theo phân tích động học của Kilty và Sachtler, các phản ứng sau đây mô tả con đường dẫn đến ethylen oxide. Trong bước đầu tiên, một loại superoxide (O2-) được hình thành:
O2 + Ag → Ag+O2−-
Chất này phản ứng với ethylen
Ag+O2−- + H2C=CH2 → H2COCH2)O + AgO
Bạc oxide tạo thành sau đó sẽ oxy hóa ethylen hoặc ethylen oxide thành CO2 và nước. Phản ứng này bổ sung chất xúc tác bạc. Do đó, phản ứng tổng thể được biểu thị bằng
7 CH2=CH2 + 6 O2 → 6 (CH2CH2)O + 2 CO2 + 2 H2O
và mức độ chuyển hóa ethylen thành ethylen oxide tối đa là 6/7 hoặc 85,7%.
Chất xúc tác cho phản ứng là bạc kim loại nằm trong các chất nền khác nhau, bao gồm đá bọt, silica gel, nhiều loại silicat và aluminosilicat, nhôm và carbua silic, và được hoạt hóa bởi một số chất phụ gia (antimon, bitmut, bari peroxide, v.v.). Nhiệt độ quá trình được tối ưu hóa là 220–280 °C (430–540 °F). Nhiệt độ thấp hơn làm giảm hoạt tính của chất xúc tác, và nhiệt độ cao hơn thúc đẩy quá trình oxy hóa hoàn toàn ethylen do đó làm giảm sản lượng của ethylen oxide. Tăng áp suất 1–3 MPa (150–440 psi) làm tăng năng suất của chất xúc tác và tạo điều kiện hấp thụ ethylen oxide từ các khí phản ứng.
Trong khi quá trình oxy hóa bằng không khí vẫn đang được sử dụng, oxy (độ tinh khiết> 95%) được ưu tiên hơn vì một số lý do, chẳng hạn như hiệu suất phân tử gam của ethylen oxide cao hơn (75–82% đối với oxy so với 63–75% đối với không khí), tốc độ phản ứng cao hơn (không pha loãng khí) và không cần tách nitơ trong các sản phẩm phản ứng.

## Ứng dụng
Ethylen oxide là một trong những nguyên liệu quan trọng nhất được sử dụng trong sản xuất hóa chất quy mô lớn. Hầu hết ethylen oxide được sử dụng để tổng hợp Ethylen glycol, bao gồm diethylen glycol và triethylen glycol, chiếm tới 75% lượng tiêu thụ toàn cầu. Các sản phẩm quan trọng khác bao gồm ether ethylen glycol, ethanolamin và etoxylat. Trong số các glycol, ethylen glycol được sử dụng làm chất chống đông, trong sản xuất polyester và polyethylen terephthalat (PET - nguyên liệu cho chai nhựa), chất làm mát lỏng và dung môi.
Polyethylen glycol được sử dụng trong nước hoa, mỹ phẩm, dược phẩm, chất bôi trơn, chất pha loãng sơn và chất làm dẻo. Ether ethylen glycol là một phần của dầu phanh, chất tẩy rửa, dung môi, sơn mài và sơn.
Ethanolamins được sử dụng trong sản xuất xà phòng và chất tẩy rửa và để lọc khí tự nhiên. Etoxylat là sản phẩm phản ứng của ethylen oxide với rượu, acid hoặc amin cao hơn. Chúng được sử dụng trong sản xuất chất tẩy rửa, chất hoạt động bề mặt, chất nhũ hóa và chất phân tán.
Trong khi tổng hợp ethylen glycol là ứng dụng chính của ethylen oxide, tỷ lệ phần trăm của nó rất khác nhau tùy thuộc vào khu vực: từ 44% ở Tây Âu, 63% ở Nhật Bản và 73% ở Bắc Mỹ đến 90% ở phần còn lại của châu Á và 99 % ở Châu Phi.

### Sản xuất ethylen glycol
Ethylen glycol được sản xuất công nghiệp bằng cách hydrat hóa ethylen oxide không xúc tác ở nhiệt độ 200 °C (392 °F) và áp suất 1,5–2 MPa (220–290 psi):
(CH2CH2)O + H2O → HOCH2CH2OH
Sản phẩm phụ của phản ứng là diethylen glycol, triethylen glycol và polyglycol với tổng số khoảng 10%, được tách ra khỏi ethylen glycol bằng cách chưng cất ở áp suất giảm.
Một phương pháp tổng hợp khác là phản ứng của ethylen oxide và CO 2 (nhiệt độ 80–120 °C (176–248 °F) và áp suất 5,2 MPa (750 psi)) tạo ra ethylen carbonat và quá trình thủy phân tiếp theo của nó với quá trình khử carboxyl:
{\displaystyle {\ce {(CH2CH2)O{}+CO2->{\overset {ethylene\ carbonate}{(O-CH2CH_{2}-O)C=O}}->[{\ce {+H2O}}][{\ce {-CO2}}]HOCH2CH2OH}}}
Công nghệ sản xuất ethylen glycol hiện đại bao gồm các công nghệ sau. Công nghệ Shell OMEGA (Only Mono-Ethylen Glycol Advantage) là tổng hợp hai bước của ethylen carbonat sử dụng một chất xúc tác là phosphonium halogenua. Hiệu suất tạo glycol là 99–99,5%, với các glycol khác thực tế không có. Ưu điểm chính của quy trình là sản xuất ethylen glycol tinh khiết mà không cần phải tinh chế thêm. Nhà máy thương mại đầu tiên sử dụng phương pháp này đã được khai trương vào năm 2008 tại Hàn Quốc. Dow MEtherOR (Công nghệ hiệu quả nhất cho các phản ứng với ethylen oxide) là một công nghệ tích hợp để sản xuất ethylen oxide và quá trình thủy phân tiếp theo của nó thành ethylen glycol. Hiệu suất tạo glycol là 90–93%. Ưu điểm chính của quy trình là tương đối đơn giản, sử dụng ít công đoạn hơn và ít thiết bị hơn.
Chuyển đổi thành ethylen glycol cũng là phương tiện mà chất thải ethylen oxide được tẩy rửa trước khi thải ra môi trường. Thông thường, EtO được cho qua chất nền có chứa acid sunfuric hoặc kali permanganat.

### Sản xuất ether glycol
Các estercông nghiệp chính của mono-, di- và triethylen glycol là methyl, ethyl và ether butyl thông thường, cũng như acetat và phthalat của chúng. Quá trình tổng hợp bao gồm phản ứng của rượu thích hợp với ethylen oxide:
(CH2CH2)O + ROH → HOCH2CH2OR
(CH2CH2)O + HOCH2CH2OR → HOCH2CH2OCH2CH2OR
(CH2CH2)O + HOCH2CH2OCH2CH2OR → HOCH2CH2OCH2CH2OCH2CH2OR
Phản ứng của monoestervới một acid hoặc anhydrit của nó dẫn đến sự hình thành các este:
CH3CO2H + HOCH2CH2OR → ROCH2CH2OCOCH3 + H2O

### Sản xuất các ethanolamin
Trong công nghiệp, các ethanolamin (mono-, di- và trietanolamin) được sản xuất bằng cách cho amoniac phản ứng với ethylen oxide trong môi trường khan ở nhiệt độ 40–70 °C (100–160 °F) và áp suất 1,5–3,5 MPa (220–510 psi) MPa:
(CH2CH2)O + NH3 → HOCH2CH2NH2
2 (CH2CH2)O + NH3 → (HOCH2CH2)2NH
3 (CH2CH2)O + NH3 → (HOCH2CH2)3N
Cả ba ethanolamin đều được sản xuất trong quá trình này, còn amoniac và một phần methylamin được tái chế. Các sản phẩm cuối cùng được tách bằng phương pháp chưng cất chân không. Các hydroxyalkylamin được sản xuất theo một quy trình tương tự:
(CH2CH2)O + RNH2 → HOCH2CH2NHR
2 (CH2CH2)O + RNH2 → (HOCH2CH2)2NR
Các sản phẩm đơn phân được tạo thành bằng cách cho một lượng dư lớn amin phản ứng với ethylen oxide khi có nước và ở nhiệt độ dưới 100 °C (212 °F). Sản phẩm chưng cất thu được với một lượng dư nhỏ ethylen oxide, ở nhiệt độ 120–140 °C (250–280 °F) và áp suất 0,3–0,5 MPa (44–73 psi).

### Sản xuất ethoxylate
Công nghiệp sản xuất etoxylat được thực hiện bằng phản ứng trực tiếp của rượu, acid hoặc amin cao hơn với ethylen oxide với sự có mặt của chất xúc tác kiềm ở nhiệt độ 120–180 °C (250–360 °F). Các nhà máy hiện đại sản xuất ethoxylate thường dựa trên công nghệ lò phản ứng BUSS LOOP, dựa trên quy trình liên tục ba giai đoạn. Trong giai đoạn đầu tiên, chất khơi mào hoặc chất xúc tác của phản ứng và nguyên liệu thô được đưa vào thùng chứa, nơi chúng được trộn, làm nóng và làm khô chân không. Sau đó, phản ứng được thực hiện trong một lò phản ứng cách nhiệt đặc biệt trong môi trường trơ (nitơ) để ngăn chặn sự nổ có thể xảy ra của ethylen oxide. Cuối cùng, hỗn hợp phản ứng được trung hòa, khử khí và tinh chế.

### Sản xuất acrylonitrile
Hiện nay, hầu hết acrylonitril (90% năm 2008) được sản xuất theo phương pháp SOHIO, dựa trên xúc tác oxy hóa propylen với sự có mặt của amoniac và bismuth phosphomolybdat. Tuy nhiên, cho đến năm 1960, một quy trình sản xuất quan trọng là bổ sung hydrogen cyanide vào ethylen oxide, tiếp theo là khử nước tạo thành cyanohydrin:
{\displaystyle {\ce {(CH2CH2)O + HCN -> HOCH2CH2CN ->[][{\ce {-H2O}}] CH2=CH-CN}}}
Phản ứng cộng acid hydrocyanic vào ethylen oxide được thực hiện với sự có mặt của chất xúc tác (natri hydroxide và diethylamin), và sự khử nước của xyanohydrin xảy ra trong pha khí khi có xúc tác của nhôm oxide.

## Ứng dụng phi công nghiệp
Việc sử dụng trực tiếp ethylen oxide chỉ chiếm 0,05% (số liệu năm 2004) trong sản lượng toàn cầu của nó. Ethylen oxide được sử dụng làm chất khử trùng, chất khử mùi và chất xông hơi như một hỗn hợp với carbon dioxide (8,5–80% ethylen oxide), nitơ hoặc dichlorodifluoromethane (12% ethylen oxide). Nó được áp dụng để khử trùng pha khí đối với thiết bị và dụng cụ y tế, vật liệu đóng gói và quần áo, thiết bị phẫu thuật và khoa học; để chế biến các phương tiện bảo quản (thuốc lá, gói ngũ cốc, bao tải gạo, v.v.), quần áo, lông thú và các tài liệu có giá trị.

### Chất tiệt trùng trong chăm sóc sức khỏe
Khử trùng dùng ethylen oxide là một trong những phương pháp khử trùng được sử dụng phổ biến nhất trong ngành công nghiệp chăm sóc sức khỏe vì tác dụng không gây hại cho các dụng cụ và thiết bị tinh vi cần tiệt trùng cũng như khả năng tương thích với nhiều loại vật liệu. Nó được sử dụng cho các dụng cụ không chịu được nhiệt, độ ẩm hoặc hóa chất mài mòn, chẳng hạn như thiết bị điện tử, thiết bị quang học, giấy, cao su và nhựa. Nó được phát triển vào những năm 1940 như một chất tiệt trùng của quân đội Hoa Kỳ, và việc sử dụng nó như một chất tiệt trùng y tế bắt đầu từ cuối những năm 1950, khi quy trình McDonald được cấp bằng sáng chế cho các thiết bị y tế. Hệ thống Anprolene đã được cấp bằng sáng chế vào những năm 1960 bởi Andersen Products, và nó vẫn là hệ thống được sử dụng phổ biến nhất ở một số thị trường ngách, đặc biệt là thị trường thú y và một số thị trường quốc tế. Nó dựa trên việc sử dụng một buồng tiệt trùng linh hoạt và một hộp mực EtO để khử trùng với khối lượng nhỏ, và khi các cân nhắc về môi trường và/hoặc tính di động cho phép sử dụng liều lượng thấp. Do đó, nó được gọi là phương pháp "khử trùng trong buồng mềm", hoặc phương pháp "khử trùng bằng khuếch tán khí".
Tại Hoa Kỳ, hoạt động khử trùng bằng EtO được EPA giám sát thông qua Tiêu chuẩn khí thải quốc gia về các chất gây ô nhiễm không khí nguy hiểm.

### Sử dụng đặc biệt
Ethylen oxide được sử dụng như một chất diệt nấm và như một chất thúc đẩy quá trình trưởng thành của lá thuốc lá. Ethylen oxide cũng được sử dụng như một thành phần chính của vũ khí nhiệt áp (chất nổ nhiên liệu-không khí).
Ethylen được sử dụng trong quá trình tổng hợp 2-butoxyethanol, là dung môi được sử dụng trong nhiều sản phẩm.

## Xác định ethylen oxide
Sắc ký khí là phương pháp chính để phân tích và phát hiện ethylen oxide.
Một thử nghiệm rẻ tiền đối với ethylen oxide khai thác sự kết tủa của nó từ các hydroxide rắn của kim loại khi cho nó đi qua dung dịch nước chứa các muối của chúng:
2 (CH2CH2)O + MnCl2 + 2 H2O → 2 HO–CH2CH2–Cl + Mn(OH)2↓
Tương tự, ethylen oxide được phát hiện bằng màu hồng tươi của chất chỉ thị khi cho không khí đi qua dung dịch nước của một số muối natri hoặc kali (chloride, iotua, thiosunfat, v.v.) với việc bổ sung phenolphtalein:
(CH2CH2)O + NaCl + H2O → HO–CH2CH2–Cl + NaOH
Các phương pháp phát hiện ethylen oxide khác là phản ứng màu với dẫn xuất pyridin và thủy phân ethylen glicol bằng acid tuần hoàn. Acid iodic tạo ra được phát hiện bằng nitrat bạc.

## Sự cố
Ethylen oxide cực kỳ dễ cháy và hỗn hợp của nó với không khí rất dễ nổ. Khi đun nóng nó có thể nhanh chóng nở ra, gây cháy nổ. Một số tai nạn công nghiệp đã được cho là do nổ ethylen oxide.
Nhiệt độ tự động cháy của nó là 429 °C (804 °F), nhiệt độ phân hủy là 571 °C (1.060 °F) ở 101,3 kPa (14,69 psi), hàm lượng chất cháy tối thiểu trong không khí là 2,7%, và giới hạn tối đa là 100%. Xếp hạng NFPA 704. Ethylen oxide khi gặp nước có thể thủy phân thành ethylen glycol và tạo thành polyethylen oxide, sau đó sẽ bị oxy hóa bởi không khí và dẫn đến các điểm nóng có thể kích hoạt sự phân hủy bùng nổ.
Các đám cháy gây ra bởi ethylen oxide được dập tắt bằng các phương tiện thông thường bao gồm bọt, carbon dioxide hoặc nước. Việc ngăn chặn hoạt động này có thể được thực hiện bằng cách làm trống bằng khí trơ cho đến khi tổng áp suất đạt đến phạm vi không nổ. Việc dập cháy ethylen oxide rất phức tạp do khả năng tiếp tục cháy trong môi trường trơ và trong dung dịch nước. Việc dập lửa chỉ đạt được khi pha loãng với nước trên 22:1.

## Tác động sinh lý

### Ảnh hưởng đến vi sinh vật
Tiếp xúc với khí ethylene oxide gây ra quá trình alkyl hóa đối với vi sinh vật ở cấp độ hạt nhân. Hiệu quả khử trùng của ethylene oxide tương tự như khử trùng bằng nhiệt, nhưng vì sự xâm nhập hạn chế, nó chỉ ảnh hưởng đến bề mặt. Quá trình khử trùng bằng ETO có thể mất đến 12 giờ do tác động chậm của nó đối với vi sinh vật cũng như thời gian xử lý và sục khí kéo dài.

### Ảnh hưởng đến con người và động vật
Ethylene oxide là một chất alkyl hóa; nó có tác dụng kích thích, nhạy cảm và gây mê. Tiếp xúc mãn tính với ethylene oxide cũng có thể gây đột biến. Cơ quan Nghiên cứu Ung thư Quốc tế xếp ethylene oxide vào nhóm 1, có nghĩa là nó là chất gây ung thư đã được chứng minh. Ethylene oxide được ủy ban MAK của Đức phân loại là chất gây ung thư loại 2 và là ACGIH phân loại là chất gây ung thư loại A2. Một nghiên cứu năm 2003 trên 7.576 phụ nữ tiếp xúc khi làm việc trong các cơ sở khử trùng thương mại ở Mỹ cho thấy ethylene oxide có liên quan đến tỷ lệ mắc ung thư vú. Một nghiên cứu tiếp theo năm 2004 phân tích 18.235 công nhân nam và nữ tiếp xúc với ethylene oxide từ năm 1987 đến năm 1998 đã kết luận "Có rất ít bằng chứng về bất kỳ tỷ lệ tử vong do ung thư vượt quá nào đối với toàn bộ nhóm, ngoại trừ ung thư xương dựa trên số lượng nhỏ. Xu hướng phản ứng tiếp xúc tích cực đối với các khối u bạch huyết chỉ được tìm thấy ở nam giới. Lý do cho tính đặc hiệu giới tính của hiệu ứng này không được biết đến. Cũng có một số bằng chứng về phản ứng tiếp xúc tích cực đối với tỷ lệ tử vong do ung thư vú." Sự gia tăng tỷ lệ mắc các khối u não và bệnh bạch cầu tế bào đơn nhân được tìm thấy ở những con chuột đã hít phải ethylene oxide ở nồng độ trong khoảng thời gian hai năm. Tỷ lệ ung thư trung biểu mô phúc mạc tăng lên cũng được quan sát thấy ở động vật tiếp xúc với nồng độ 10, 33 or 100 mL/m3 trong vòng 2 năm. Kết quả nghiên cứu dịch tễ học ở người trên những công nhân tiếp xúc với ethylene oxide khác nhau. Có bằng chứng từ các nghiên cứu trên người và động vật cho thấy việc hít phải tiếp xúc với ethylene oxide có thể dẫn đến một loạt các tác động gây ung thư.
Ethylene oxide là chất độc khi hít phải, với giới hạn phơi nhiễm cho phép của OSHA Hoa Kỳ được tính là TWA (trung bình theo thời gian) 1ppm trong 8 giờ và giới hạn tiếp xúc ngắn hạn được tính bằng TWA 5ppm trong 15 phút. Ở nồng độ trong không khí khoảng 200 phần triệu, ethylene oxide gây kích ứng màng nhầy của mũi và cổ họng; chất chứa nhiều hơn gây tổn thương khí quản và phế quản, tiến triển thành phổi xẹp một phần. Nồng độ cao của chất này có thể gây phù phổi và làm hỏng hệ thống tim mạch; tác hại của ethylene oxide có thể xảy ra chỉ sau 72 giờ sau khi tiếp xúc. Hàm lượng tối đa của ethylene oxide trong không khí theo tiêu chuẩn Hoa Kỳ (ACGIH) là 1.8 mg/m3. NIOSH đã xác định rằng mức Nguy hiểm ngay lập tức đến tính mạng và sức khỏe (IDLH) là 800 ppm.
Bởi vì ngưỡng mùi đối với ethylene oxide thay đổi trong khoảng 250 đến 700 ppm, khí đã vượt nồng độ độc hại khi mũi con người có thể ngửi thấy. Ngay cả khi đó, mùi của etylen oxit rất ngọt và thơm và có thể dễ bị nhầm với mùi thơm của ete dietyl, một dung môi thông thường trong phòng thí nghiệm có độc tính rất thấp. Do những đặc tính gây nhầm lẫn này, việc giám sát điện hóa liên tục là tiêu chuẩn bắt buộc và không được sử dụng ethylene oxide để tẩy trùng nội thất tòa nhà ở khu vực EU và một số khu vực pháp lý khác.
Ethylene oxide gây ngộ độc cấp tính,kèm theo một loạt các triệu chứng. Ảnh hưởng của nó đến hệ thần kinh trung ương thường liên quan đến việc con người tiếp xúc với ethylene oxide trong môi trường nghề nghiệp. Nhức đầu, buồn nôn và nôn mửa đã được báo cáo. Bệnh thần kinh ngoại biên, suy giảm khả năng phối hợp tay mắt và mất trí nhớ đã được báo cáo trong các nghiên cứu trường hợp gần đây về những công nhân bị phơi nhiễm mãn tính ở mức độ phơi nhiễm trung bình ước tính thấp nhất là 3 ppm (với mức đỉnh ngắn hạn có thể cao tới 700ppm). Sự chuyển hóa của etylen oxit chưa được biết hoàn toàn. Dữ liệu từ các nghiên cứu trên động vật chỉ ra hai con đường có thể có để chuyển hóa ethylene oxide: thủy phân thành ethylene glycol và liên hợp với glutathione để tạo thành axit mercapturic và các chất chuyển hóa meththio.
Ethylene oxide dễ dàng xâm nhập qua quần áo và giày dép thông thường, gây kích ứng da và viêm da với sự hình thành mụn nước, sốt và tăng bạch cầu.
Dữ liệu về độc tính đối với ethylene oxide như sau:
- Tiếp xúc mắt: 18 mg (0,28 gr)/6 giờ (thỏ)
- Miệng: 72 mg/kg (0,00115 oz/lb) (chuột, LD 50), 1.186 mg/kg (0,01898 oz/lb) (chuột, TD Lo), 5.112 mg/kg (0,08179 oz/lb) (chuột, TD)
- Hít phải: 12.500 ppm (người, TC Lo), 960 ppm/4 giờ (chó, LC 50) 33–50 ppm (chuột hoặc chuột, TC), 800 ppm/4 giờ (chuột hoặc chuột, LC50)
- Tiêm dưới da: 100 mg/kg (0,0016 oz/lb) (mèo, LDLo), 292 mg/kg (0,00467 oz/lb) (chuột, TD Lo) 900–2.600 mg/kg (0,014–0,042 oz/lb) (chuột, TD), 187 mg/kg (0,00299 oz/lb) (chuột, LD50).
- Tiêm trong phúc mạc: 750 mg/kg (0,0120 oz/lb) (chuột, TD Lo), 175 mg/kg (0,00280 oz/lb) (chuột, LD50)
- Tiêm tĩnh mạch: 175 mg/kg (0,00280 oz/lb) (thỏ, LD 50), 290 mg/kg (0,0046 oz/lb) (chuột, LD50)
- Cơ quan Bảo vệ Môi trường Hoa Kỳ (USEPA) đã ước tính vào năm 2016[115] rằng với liều lượng thấp, việc hít phải ethylene oxide trong suốt cuộc đời có thể làm tăng nguy cơ ung thư suốt đời của một cá nhân lên tới 3,0×10 −3 mỗi μg/m³ (không tính đến việc phơi nhiễm trong thời kỳ đầu đời có khả năng cao hơn). USEPA đã ước tính độ dốc của sự suy giảm phản ứng với liều lượng ở liều cao hơn và ước tính nguy cơ ung thư bổ sung cho một số tình huống phơi nhiễm nghề nghiệp được tính toán.

## Nhu cầu trên toàn cầu
Nhu cầu về ethylene oxide trên toàn cầu đã tăng từ 16,6 triệu tấn trong năm 2004 đến 20 triệu tấn vào năm 2009, trong khi nhu cầu đối với ethylene oxide tinh chế tăng từ 4,64 triệu tấn vào năm 2004 lên 5,6 triệu tấn vào năm 2008. Trong năm 2009, nhu cầu ước tính đã giảm xuống khoảng 5,2 triệu tấn. Tổng nhu cầu ethylene oxide ghi nhận tốc độ tăng trưởng 5,6% mỗi năm trong giai đoạn 2005-2009 và dự kiến sẽ tăng 5,7% mỗi năm trong giai đoạn 2009-2013.